# Seival

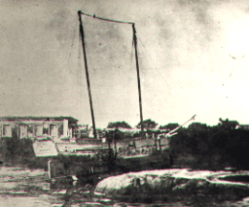
O Seival.

Seival foi um lanchão utilizado por Giuseppe Garibaldi na Tomada de Laguna, que culminou com a proclamação da República Juliana, durante a Guerra dos Farrapos. O nome é alusão à vitória na Batalha do Seival, em data anterior à fabricação do barco.
A embarcação foi conduzida por terra, sobre rodas e puxada por juntas de bois, e por água, aproveitando o sistema lacustre costeiro dos estados do Rio Grande do Sul e sul de Santa Catarina.
Havia ainda um outro lanchão menor, o Farroupilha, que o seguia, mas afundou. Ambos os lanchões foram construídos para a tomada da cidade de Laguna, que constituía um porto marítimo necessário aos farrapos, pela impossibilidade técnica da conquista do porto de Rio Grande, fortemente defendido pelos imperiais.

## Migração dos lanchões Seival e Farroupilha

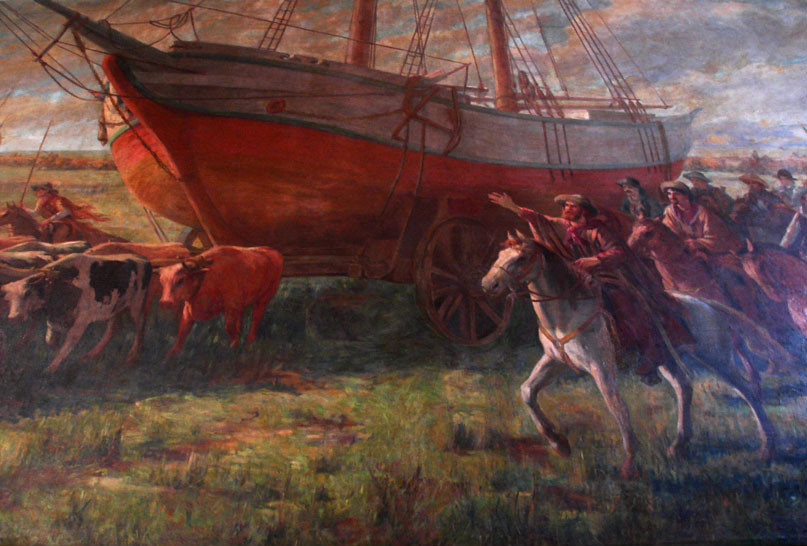
Expedição a Laguna, por Lucílio de Albuquerque, no Instituto de Educação General Flores da Cunha, Porto Alegre

Os lanchões Seival e Farroupilha cortaram as águas da Lagoa dos Patos, fustigados pela retaguarda pelo temível John Grenfell, comandante da Marinha Imperial na província do Rio Grande do Sul. Fugindo e despistando, conseguem enveredar pelo estreito do rio Capivari, iniciando o caminho por terra. Ainda aí passariam por duras provações, pois era inverno, mau tempo com chuvas e ventos, tornando o chão um grande lodaçal.
A 14 de julho de 1839 os lanchões rumaram para Laguna, sob o comando geral de David Canabarro. O Seival era comandado pelo americano John Griggs, conhecido como "João Grandão", e o Farroupilha II por Giuseppe Garibaldi. Na costa de Santa Catarina, próximo ao rio Araranguá, uma tempestade pôs a pique o Farroupilha, salvando-se uns poucos farrapos, entre eles o próprio Garibaldi.
Finalmente atacam por terra, com as forças de David Canabarro, e por água. O Seival entra em Laguna através da Lagoa de Garopaba do Sul, atravessou a Barra do Camacho, na atual cidade de Jaguaruna, passando pelo rio Tubarão e atacando Laguna por trás, surpreendendo os imperiais, que esperavam um ataque de Garibaldi pela barra de Laguna e não pela lagoa. Garibaldi, com o Seival, toma Laguna no dia 22 de julho de 1839. A 29 deste mês proclamou-se a República Juliana, já que não havia contiguidade territorial com a República Rio-Grandense, para a preservação do porto em mãos republicanas.